# Denkmal für Freiwillige und Gefallene

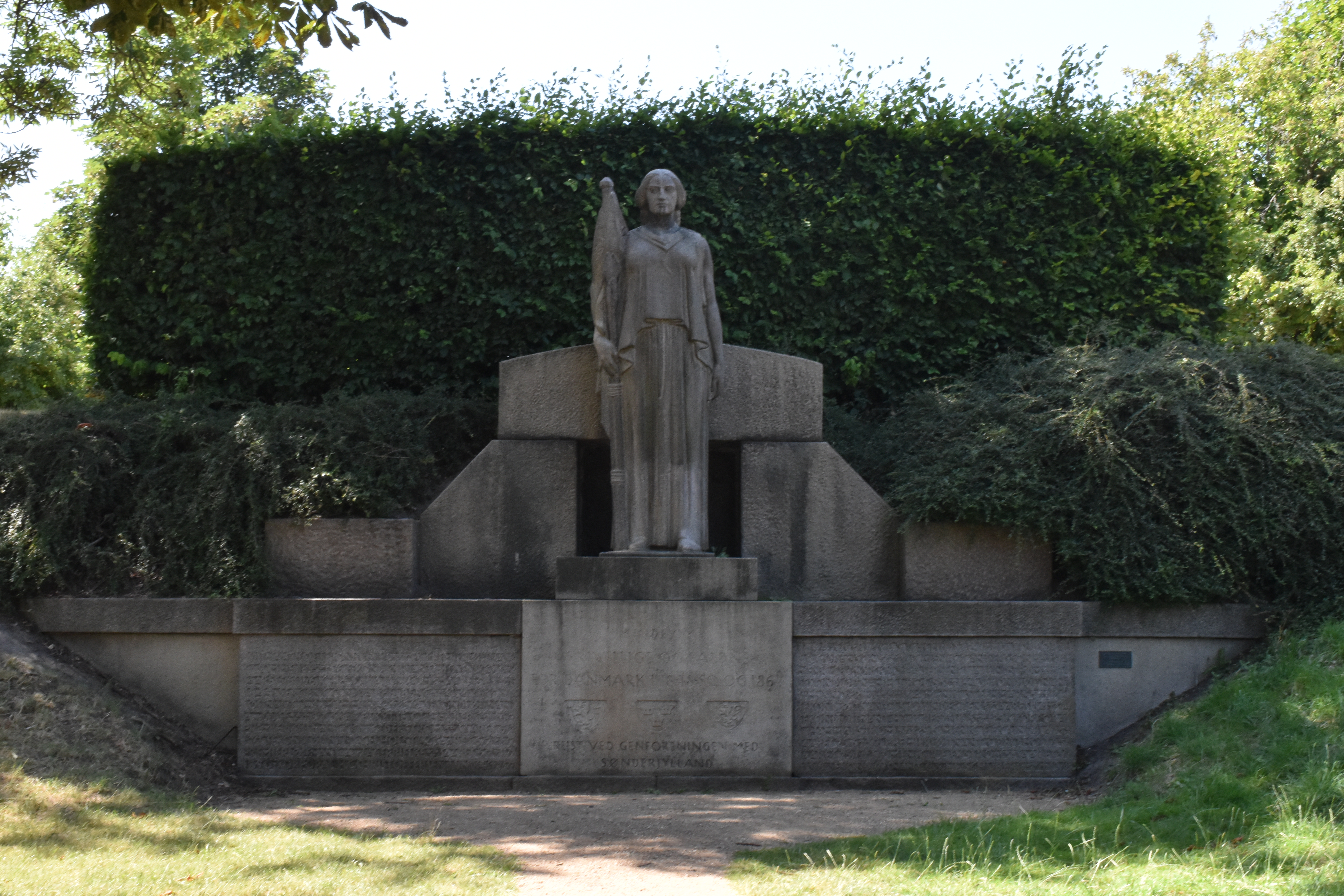
Denkmal für Freiwillige und Gefallene

Das Denkmal für Freiwillige und Gefallene (dänisch: Mindesmærke for Frivillige og Faldne) auf Smedelinien steht auf einem Teil des Kastells von Kopenhagen. Es ist eine Gedenkstätte für 28 norwegische, schwedische und finnische Freiwillige der Schleswig-Holsteinischen Erhebung und des Deutsch-Dänischen Kriegs.

## Geschichte
Das Denkmal wurde auf Initiative von Danmarks-Samfundet im Rahmen einer landesweiten Spendenaktion anlässlich der Wiedervereinigung von Sønderjylland mit Dänemark errichtet. Der Antrag des Vereins an die Stadt sah ein Denkmal auf der ehemaligen Pückler-Bastion in Østre Anlæg vor, aber dieser Standort wurde stattdessen für einen neuen Rahmen für das Dänemark-Denkmal verwendet. Anders Bundgaard wurde mit dem Entwurf des Denkmals beauftragt. Es wurde 1920 auf einer Anhöhe in Smedelinien, d. h. zwischen den Gräbern um Kastell, enthüllt.

## Beschreibung
Das Denkmal zeigt Mutter Dänemark, die stolz mit einer dänischen Flagge, die gleichzeitig ein Speer ist, vor einer Grabkammer steht. Auf dem Sockel sind die Wappen von Norwegen, Schweden und Finnland abgebildet.